# Xuzhou (stacja kolejowa)
Xuzhou (chiń. 徐州站; pinyin Xúzhōu Zhàn) - stacja kolejowa w Xuzhou, w prowincji Jiangsu, w Chinach. Stacja posiada 5 peronów.